# Szombathy Ignác
Beczkói Szombathy Ignác Márton (néhol helytelenül Szombathelyi; Velence, 1827. február 10. – Budapest, 1912. január 5.) pedagógus, újságíró, a legelső magyar gyorsíróújság szerkesztője, Udvarhely vármegye főjegyzője, Bars vármegye levéltárosa.

## Élete
Szombathy Ferenc iskolamester, falusi jegyző és Barbay Ágnes fia. Atyja, miután elnyerte a verebi jegyzői és mesteri hivatalt, 1828. március 12-én családjával odaköltözött. Otthon kezdett tanulni, majd 1837-ben felvették a budai kegyesrendi gimnáziumba. Kucserik Sándor tanítványa volt. Hat osztály elvégzése után a Pesti Egyetemre vették fel, ahol két év bölcseleti tanfolyam alatt francia, olasz és görög nyelvet is tanult, ekkor már beszélte a német és latin nyelvet, de az angol, szlovák és szerb nyelvet is megtanulta. Beiratkozott a pesti királyi tanítóképzőbe. 1848 márciusa után a képzőintézetben is május közepén befejezték tanévet, atyjához ment Verebre, aki mellett segédtanító lett. Vereben júniustól nemzetőr is volt.
1850–1851 között Budán segédtanító, majd ismét Vereben, 1851 szeptemberétől Székesfehérvárott segédtanító, majd 1852 márciusától Pécsett a normáliskola reálosztályának rendes tanára lett. 1854 decemberétől a székesfehérvári reáliskola tanára, jegyzője és évkönyveinek szerkesztője, majd 1861 októberétől a budai gimnázium tanára lett. A germanizáló törekvések és betegeskedése miatt nyugdíjaztatását kérte, amit 1866. februárjával nyert el. Ekkor a gyorsírászattal foglalkozott és az egyetemi könyvtárnál díjnok lett, az egyetemen pedig 1867–1869 között jog- és államtudományokat hallgatott. 1867 októberében letette az államvizsgát jogtörténelemből. Hét félévi egyetemi tanulása után a második (bírói) és 1869-ben a harmadik (államtudományi) vizsgát is letette. A budai állami tanítóképzőhöz került ideiglenes tanárnak. A jogi doktori szigorlatok letétele után a jogi kar neki ítélte a doktori százforintos ösztöndíjat. 1871. július 28-án tartotta nyilvános vitáját a hamis váltók jogerejéről és a gyorsírászat nemzetgazdasági fontosságáról. Innen 1871 októberében az újonnan nyílt székelyudvarhelyi állami reáliskolához helyezték át. 1874 októberében a győri állami főreáliskolához helyezték. 1885-ben nyugalomba vonult. 1895-ben Aranyosmaróton, később Budapesten élt. Megyei szinten jelentős volt 3 ezer kötetes velencei magánkönyvtára.
Szabadidejét a történelem és földrajz tanulmányozására fordította. Első munkája megjelenésekor annak 250 példányával a Szent István Társulat alapító tagjai közé lépett. 1863-ban Budán megindította az első magyar gyorsírási szaklapot Gyorsírászat címmel. Több tankönyvet írt. Költeményben örökítette meg a verebi posta történetét. Az Országos Középiskolai Tanáregyesület (1897) és az Országos Gyorsíró-Egyesület tiszteletbeli tagja, az Országos Régészeti és Embertani Társulat és a Magyar Heraldikai és Genealógiai Társaság, az 1891-ben alakuló Bars vármegyei Régészeti és Történeti Bizottság tagja, a tervezett múzeum őre, 1873-tól a Történelmi Társulat tagja volt. A Farkasréti temetőben nyugszik.
1852-ben megnősült. Első felesége Ranolder Katalin (1831–1882), második felesége Onczay Etelka (1846–1895) volt. Gyermekei Szombathy István (1853–1921) pedagógus, tankerületi főigazgató, Vecsey Tivadarné Szombathy Franciska Fanny (1855–1890) és szentmihályúri Gódor Gyuláné Szombathy Terézia (1856–?).
1902-ben előnév adományozás régi magyar nemességük épségben tartása mellett. Több festménye volt vejétől Vecsey Tivadar (1851–1890) festőtől. Márki Sándorhoz írt levele az ő hagyatékában az MTA Könyvtárában található.

## Emléke
- A Gyakorló Gyorsírók Társasága 1927-ben születésének 100. évfordulóján emlékülést tartottak, bemutatták arcképét, Traeger Ernő kormánybiztos (Adatok Szombathy Ignác működéséhez) és fia Szombathy István főgimnáziumi igazgató pedig (Emlékezés a hatvanas évek gyorsíróira) előadásokat tartottak[15]
- A Gyakorló Gyorsírók Társasága 1937-es ülésén fia tartott előadást életéről (Szombathy Ignác ifjúkori évei), az ülés résztvevőinek emlékkiállítást tartottak és a társaság több alkalommal felkereste sírját[16]
- Szombathy Ignác jutalomdíj-alapitványa a székesfehérvári főreáliskolában (1864/1912)

### Érdekesség
Literáti Nemes Sámuel által hamisított „Andráskori ima” állítólagos „sumer” szavaival kapcsolatban irodalomtörténészként hivatkoznak rá.

## Művei
Beszélyeket írt a győri Hazánkba (1848), a Hölgyfutárba; cikkeket írt a Tanodai Lapokba, Sürgönybe, Magyar Ujságba, Magyar Világba (1860–1869), Udvarhelybe (1872–1873), a Győri Közlönybe és a győri Hazánkba (1875–1882). Alapította és szerkesztette a Gyorsírászati Lapot 1863. januártól, az Udvarhely hetilapot 1872. január 1-től 1873. február 13-ig Székely-Udvarhelyt, amely lapnak kiadója is volt. Szerkesztette és kiadta az Élő nemesség című nemes családok félhavi szakközlönyét. 1900. október 5-től 1902. januárig 12. számát. Álneve és jegye: Nonquis Sedquid és (sz.) a hírlapokban. (1860–1862 között). Közölte Barbay István (1764–1838) följegyzéseit (1764–1836) Szend helység történetéről és jegyzői életről a Vasárnapi Ujságban (1866/34–38).
- 1852/1855 Vezérfonal a magyar és ausztriai történelem tanulásához. Tanulók számára. Pécs/ Székesfehérvár
- 1853 Az ausztriai birodalom földrajza és történelme, a tanuló ifjúság számára. Pécs
- 1853/1854 Magyarország földrajza. Népiskolák számára. Pécs
- 1855 Ausztriai honismeret, különös tekintettel Magyarországra. «Magyarország földrajzá»-nak 3. kiad. Sz.-Fehérvár
- 1858 Szépirodalmi dolgozatok. Székesfehérvár
- 1858 Harmadik nyelvkönyv (Magyar nyelv és irálytan). Bécs
- 1868 A gyorsírászat rövid történelme Noe Henrik olasz gyorsírászattanából ford. Pest
- 1871 A római Corvin-codexek fényképi másolatának rövid ismertetése paleog. és tört. szempontból. Buda
- 1873 A vágvidéki székely telep. Tört. tanulmány. Székelyudvarhely (Különnyomat a székelyudvarhelyi főreáliskola Értesítőjéből)
- 1874 Udvarhelyszék és Udvarhely város rövid leírása, földrajzi, statiszt és tört. tekintetben. Székelyudvarhely (Különnyomat a székelyudvarhelyi főreáliskola Értesítőjéből)
- 1875 A metanasta jászok magyar nemzetisége. Tört. tanulmány. Győr (Különny. az áll. főreálisk. Értesítőjéből).
- 1875/1877 A magyarok történelme. A középtanodák alsóbb oszt. számára (1526-ig). Győr (I. 2. kiadás. Győr, 3. kiadás. A magyarok történelme előzményei, vagyis a jász-hunavar évezred. Győr).
- 1875 Kútfőtöredékek a magyarok történelme jász korszakához (Kr. e. 112–378. Kr. u.). Győr
- 1876 Történelmi nyelvészet. A Don és Tisza vidékén használt őskori szók elemzése. Irodalmi tisztázás. Győr
- 1877 Magyar történelmi időrend vezérfonala. Budapest
- 1878 A görög és góth helyes olvasás. Győr
- 1878 A Duna és Don vidék világtörténelme a római latin császárok korában (Kr. e. 30–476. Kr. u.). Az eredeti kútfők és újabb nyomozások alapján. Az uralkodók különféle táblázataival és egy paleographiai függelékkel. Győr
- 1878 Dácia meghódítása és a Traján-oszlop képei. Az 1874. bevégzett phototypographiai képgyűjtemény szerint ismertetve. Egy paleographiai függelékkel és egy gót kézirat hű másának melléklésével. Győr
- 1879 Győrvidék hajdankorából. Történelmi apró nyomozások. Győr (Különny. a győri főreáltanoda Értesítőjéből).
- 1880 Magyarország hajdankora a vízözöntől a római hódításig. A szerző életrajzával. Győr
- 1886 A Laszberg grófok genealogiája. Turul
- 1887 A Laszberg grófok genealógiájához. Turul
- 1888 Szapáry vagy Szápáry? Turul
- 1889 A vecse-böröllői-izsákfai Vecsey család. Turul
- 1890 A nagy-emőkei és a győri Török család. Turul 1890/2, 74-79.
- 1892/2012 A Tirnai és Beczkói Szombathy család - Beczkó rövid történelmével és a beczkói nemesek jegyzékével. (Turul 1892/2, 83-95) Budapest
- 1893 A verebélyi régészeti leletek. Barsi Ellenőr 12/ 51, 2. (december 17.)
- 1893 Jókai Mór ősei. Turul 1893/4
- 1898 Beczko 1634-iki rendtartásához. Magyar Gazdaságtörténelmi Szemle 1898/5, 360-362.
- 1900 Szombathy, Szombath, Szombati. In: Élő nemesség 3, 42-46.